# 非执行董事
非执行董事（英語：Non-executive director，縮寫：NED ），又稱為非常務董事，是董事的一種，也是構成董事會的成員之一，易言之，非執行董事是公司的負責人，但是並不在公司经理层担任日常职务，僅在董事會中对执行董事起着獨立第三者监督、检查和平衡的作用，維護公眾利益及少數股東權益。

## 相關
- 利益衝突（Conflict of interests）
- 公司治理
- 獨立董事（外部董事）
- 勞工董事
- 監察人